# ایگناسیو ایزاگیره
ایگناسیو ایزاگیره (انگلیسی: Ignacio Eizaguirre; ۷ نوامبر ۱۹۲۰ – ۱ سپتامبر ۲۰۱۳) بازیکن فوتبال اهل اسپانیا بود.
از باشگاه‌هایی که در آن بازی کرده‌است می‌توان به باشگاه فوتبال رئال سوسیداد، باشگاه فوتبال والنسیا، و باشگاه فوتبال اوساسونا اشاره کرد.
وی همچنین در تیم ملی فوتبال اسپانیا بازی کرده‌است.